# Xã Clear Lake, Quận Hamilton, Iowa
Xã Clear Lake (tiếng Anh: Clear Lake Township) là một xã thuộc quận Hamilton, tiểu bang Iowa, Hoa Kỳ. Năm 2010, dân số của xã này là 676 người.